# Товариство 1873

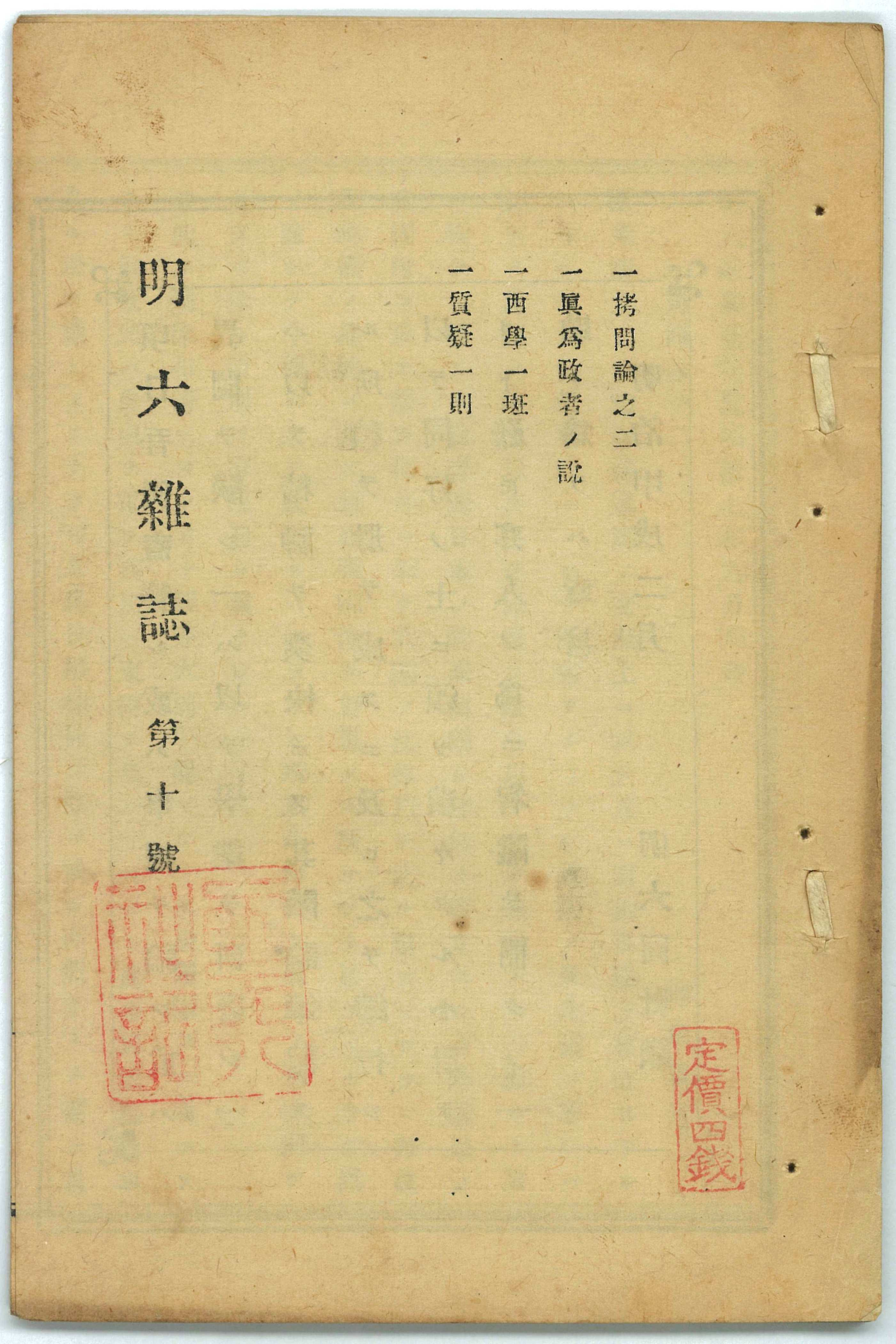
«Часопис Товариства 1873». № 10, 1874 року.

Товари́ство 1873 або Мейро́куся (яп. 明六社, めいろくしゃ, МФА: [meːɾokuɕa]) — перша японська наукова організація західного типу. Об'єднувала провідних японських просвітителів і західників часів реставрації Мейджі. Активно працювала протягом 1873—1875 років. Була одним з двигунів суспільно-культурного руху «Цивілізація і просвітництво».

## Короткі відомості
«Товариство 1873» було засновано 1873 року, 6 року Мейджі за японським календарем. Головою організації був урядовець Морі Арінорі, що нещодавно повернувся з США. Членами товариства було 10 японських інтелектуалів-західників — Нісімура Сіґекі, Цуда Маміті, Нісі Амане, Накамура Масанао, Като Хіроюкі, Міцукурі Сюбей, Фукудзава Юкіті, Суґі Кодзі, Міцукурі Рінсьо. Згодом до них приєдналися Цуда Сен, Канда Такахіра та інші.
Гаслом Товариства було «Обмінюватися думками і поширювати знання!». Члени організації збиралися двічі на місяць для проведення наукових семінарів та дебатів. Підсумки цих заходів публікувалися у першому японському просвітницькому журналі «Часопис товариства 1873», що став виходити з березня 1874 року накладом у 3200 примірників.
Інтелектуали з «Товариства 1873» займалися пропагуванням західного стилю життя. Вони знайомили японське суспільство з досягненнями західної цивілізації в галузі політики, економіки, дипломатії, суспільного устрою, мов, релігії, освіти тощо. Оскільки майже всі члени «Товариства» були державними чиновниками, вони відігравали роль локомотива в модернізації уряду Японії. Саме «Товариство 1873» було однією з перших урядових організацій, що виступали за створення всенародного представницького законодавчого органу.
В листопаді 1875 року, після набуття чинності державних указів про газети та цензуру 1875 року, Товариство припинило видавати свій журнал. Воно продовжувало існувати до 1910 року як літературний салон, проте його просвітницька діяльність закінчилася разом із закриттям журналу.